# Thomas G. Winner
Thomas Gustav Winner (Praag, 3 mei 1917 – Cambridge, 20 april 2004) was een eminente Amerikaanse slavist en semioticus.
Op Brown University richtte hij het eerste Amerikaanse semiotiekcentrum op. Hij was een bekende Tsjechov-specialist en een voorstander van de Tartu-Moskou Semiotische School.
- Bibsys: 4051486
- Bibliothèque nationale de France: cb122271574 (data)
- Gemeinsame Normdatei: 118955292
- International Standard Name Identifier: 0000 0001 1512 0521
- Library of Congress Control Number: n80086183
- Nationale Bibliotheek van Letland: 000236644
- Nationale Bibliotheek van Tsjechië: jo2004244391
- Nationale Bibliotheek van Israël: 987007274811405171
- Nationale Bibliotheek van Polen: a0000002392281
- Nederlandse Thesaurus van Auteursnamen: 070407894
- Système universitaire de documentation: 094977097
- Trove: 1015203
- Virtual International Authority File: 109515141
- WorldCat: E39PBJy8BbdBPrrVBxFMK9qPcP